# Альстрём, Пер
Пер Альстрём (род. 9 апреля 1961) — шведский профессор орнитологии. Изучает таксономию, систематику и эволюцию птиц Азии. Работает в Уппсальском университете (в департаменте экологии и генетики), а также в Шведском информационном центре видов Шведского университета сельскохозяйственных наук в Уппсале. Заместитель главного редактора международного орнитологического журнала Avian Research.
Совместно с коллегами описал следующие виды птиц: Phylloscopus hainanus, Phylloscopus emeiensis, Phylloscopus calciatilis, Seicercus soror, Locustella chengi, Motacilla samveasnae, Zoothera salimalii.